# マキシミリアン・ドゥード
マキシミリアン・ドゥード（英語: Maximilian Dood, 本名：マキシミリアン・クリステンセン（Maximillian Christensen、1983年9月23日‐）は、アメリカ合衆国のYouTuberおよびTwitchストリーマー。
海外の格闘ゲームコミュニティにおける著名な人物であり、主にストリートファイター、モータルコンバット、キラーインスティンクトなどの格闘ゲームについての動画を投稿している。

## 経歴と私生活
1983年9月23日カリフォルニア州ロサンゼルスで生まれる YouTuberになる前は、アニメーターやイラストレーターとして働いていた。 。
2017年に恋人のジェシカと結婚。2020年に娘が生まれた。
2021年10月のTwitchストリーマーの収益情報に関する大規模なリークによると、2019年8月から2021年10月の間に、140万ドル以上を稼いだ。

## インターネットでのキャリア

### 動画投稿・配信
2007年にMaximilian Doodの名でYouTubeチャンネルを作成し、ゲームのプレイ動画などを投稿し始めた。2011年にオンラインゲームプロデューサーとしての仕事を解雇された後、本職として動画投稿を始める。内容は主に格闘ゲームのプレイやレビューが中心で、ストリートファイター、モータルコンバット  、鉄拳、ソウルキャリバーなどのシリーズを扱っている。
2021年の時点で、YouTubeのチャンネル登録者数は140万人を超え、Twitchチャンネルのフォロワー数は97万人を超えた。
動画のスタイルは、リアクションと解説を合わせたゲームプレイがメイン。カプコンの「MvC3」のキャラクターやステージ、ゲームシステムについて議論する「Assist Me!」や、様々な格闘ゲームで最高難易度のボスをクリアする「Boss Rage」などのシリーズも投稿している。
いくつかの「モータルコンバット」関連の動画は、残虐な演出を含んでいたことで「モータルコンバット11」のリリース後、2019年に非収益化と年齢制限が設けられた   。
格闘ゲーム以外にも、ベヨネッタ２の隠し要素（シューティングステージで「スターフォックス」がプレイできる）の紹介動画をユーロゲーマーが記事にした他、「FF7R」や「メトロイド ドレッド」などをプレイする様子をTwitchでライブ配信し、編集してYouTubeに投稿している。
また、E3などのゲームイベントにおけるプレゼンテーションやゲーム業界の話題について、リアクションや自身の意見を述べる趣旨の動画もある。

### FGCにおける活動
格闘ゲームコミュニティ（FGC）の著名なメンバーとして、いくつかの格闘ゲームについて復活を要望するキャンペーンを立ち上げたり、オンライントーナメントを開催している。 2021年8月には、ライセンスの問題で配信停止となった「MvC2」の再リリースを訴えるソーシャルメディアキャンペーンを立ち上げ、＃FREEMVC2 のツイッタートレンド入りや、デジタル・エクリプスの代表マイク・ミカが興味を示すなどの動きにつながった。
2021年1月、「Killer Instinct」のトーナメントを主催し、Twitch Rivalsの協力の下でTwitchで配信した。彼はシリーズのファンであることに加え、以前開発者のIron Galaxyと共に、リブート用の販促資料とキャラクタートレーラーを作成していた。この配信は同時接続数41,000以上に達した。  
2021年5月24日、「モータルコンバットX」のライブトーナメントを主催するも、ライブ配信中に複数のプレイヤーが個人情報を漏えいした事件により、トーナメントは中止・延期となった。その後、将来的にイベントの第2部を開催する予定だと発表された。

## その他
2014年の「Did You Know Gaming?」に二度出演し、ストリートファイター、キラーインスティンクトについてのトリビアを披露している 。
2021年、発売予定の横スクロールアクションゲーム「Jitsu Squad」にアシストキャラクターとして登場することが発表された  。